# Condannati a morte dal Tribunale speciale per la difesa dello Stato
Questa è la lista dei condannati a morte dal Tribunale speciale per la difesa dello Stato. La pena di morte venne reintrodotta in Italia con la legge speciale “Provvedimenti per la Difesa dello Stato” n. 2008 del 25 novembre 1926.

## 1928
- 18 ottobre: a Ponte Buggianese (PT) è condannato a morte il bracciante Michele Della Maggiora (29 anni) per aver ucciso due fascisti il 16 maggio (sentenza n.214).

## 1929
- 17 ottobre: a Pola è condannato a morte l'agricoltore Vladimir Gortan (24 anni) per attentato alla sicurezza dello Stato. Gortan era membro del TIGR e aveva compiuto due attentati vicino Pisino il 24 marzo ed era stato catturato quattro giorni dopo mentre tentava di fuggire in Jugoslavia (sentenza n.36).

## 1930
- 23 aprile: a Tripoli il contadino Fighi Moamed ben Abdallah (70 anni) e il muntaz del 3º gruppo sahariano Muftà ben Imbamuda (32 anni) sono impiccati con l'accusa di tradimento.[1]
- 6 settembre: a Basovizza sono condannati a morte Ferdo Bidovec (22 anni), Fran Marušič (24 anni), Zvonimir Miloš (27 anni) e Alojzij Valenčič (34 anni) per l'attentato al Faro della Vittoria del 5 gennaio, per l'esplosione di un ordigno al quotidiano Popolo di Trieste e per diversi atti terroristici nella Venezia Giulia (sentenza n.29).

## 1931
- 29 maggio: a Roma è condannato a morte il commerciante Michele Schirru (31 anni) per aver progettato a fine gennaio l'omicidio di Mussolini (sentenza n.33).

## 1932
- 17 giugno: a Roma sono condannati a morte gli anarchici Domenico Bovone (28 anni) (Sentenza n.50) e Angelo Pellegrino Sbardellotto (24 anni) (Sentenza n.51) per aver attentato alla vita di Mussolini.

## 1933
- 11 maggio: a Roma è condannato a morte per spionaggio il maresciallo Ugo Traviglia (41 anni), furiere presso il Ministero della marina (sentenza n.13).
- 28 settembre: a Tripoli i sei fratelli Sef en Nasser (da 35 a 75 anni) sono condannati alla pena di morte in contumacia per concorso in tradimento per aver guidato per vent'anni la rivolta nell'oasi di Cufra contro gli italiani. I sei fratelli non saranno mai catturati.[1]

## 1939
- 6 marzo: a Roma è condannato a morte l'ex ufficiale di complemento della Regia Marina Antonio Giuseppe Scarpa (54 anni) per spionaggio (sentenza n.27).

## 1940
- Clemente Grisanti e Alberto Pavese (sentenza n.177).
- Aurelio Cocozza e Francesco Ghezzi per spionaggio (sentenza n.201).

## 1941
- 30 ottobre: a Roma è condannato a morte Milos Kenezevic (30 anni) per spionaggio e favoreggiamento bellico (sentenza n.253).
- 15 dicembre: a Villa Opicina sono condannati a morte Viktor Bobek, Simon Kos, Ivan Ivančič, Pinko Tomažič e Ivan Vadnal per attentato alla sicurezza dello Stato, devastazioni e strage (sentenza n.282).

## 1942
- 13 giugno: a Roma è condannato a morte per omicidio aggravato e sottrazione di merci il commerciante Giacomo Ledoni (21 anni) (sentenza n.258).
- 2 settembre: a Roma è condannato a morte per omicidio Vittorio Colombo (21 anni) per estorsione, omicidio aggravato, tentato omicidio e rapina (sentenza n.576).
- 17 settembre: a Siracusa è condannato a morte Carmelo Miduri (43 anni) per omicidio aggravato e continuato (sentenza n.618).
- 24 ottobre: a Roma sono condannati a morte Antonio Grzina (34 anni), Vincenzo Hrvatin (27 anni), Giuseppe Roic (25 anni), Francesco Vcic (29 anni) e Giuseppe Zefrin (26 anni) per concorso in spionaggio (sentenza n.745).
- 27 novembre: a Roma sono condannati a morte Antonio Gallo (30 anni) e Antonio Zappalà (36 anni) per alto tradimento e spionaggio (sentenza n.831).

## 1943
- 16 gennaio: a Roma è condannata a morte per spionaggio Laura D'Oriano (31 anni). La D'Oriano fu l'unica donna condannata a morte in Italia; il processo si era tenuto a porte chiuse il giorno prima. La D'Oriano era detenuta dal 26 dicembre 1941 (sentenza n.21).
- 17 marzo: a Torino sono condannati a morte Silvestro Paderni (28 anni), Giovanni Lenta (23 anni), Ernesto Robella (26 anni), Domenico Baldi (20 anni) e Normando Tesi (24 anni) per diserzione e furto continuato aggravato (sentenza n.66).
- 18 marzo: il contadino Leopoldo Niedi (19 anni) di Idria è condannato a morte a Roma in contumacia per favoreggiamento bellico e per far parte di una associazione di ribelli sloveni. Niedi non venne mai catturato (sentenza n.70).
- 19 maggio: a Roma è condannato a morte per spionaggio il marinaio Francesco Vigilante (36 anni) (sentenza n.119).
- 3 giugno: a Roma è condannato a morte per spionaggio il cittadino tedesco Kurt Sauer (40 anni) addetto all'ambasciata tedesca (sentenza n.129).
- 18 giugno: a Roma è condannato a morte per omicidio aggravato e continuato Emanuele Guerrieri (24 anni) (sentenza n.146).